# 江陰戰鬥
江陰戰鬥發生於1916年的護國戰爭，也是於中國袁世凱稱帝執政之中華帝國時期，地點則是在江蘇江陰一帶。2月中，孫中山領導之國民黨軍力派出蔣中正與楊虎率領少數兵力攻打江蘇江陰。並在順利攻下江陰砲台後，宣佈江蘇獨立。